# Селиванов, Сергей Николаевич
Сергей Николаевич Селиванов (сентябрь 1905 года, город Измаил, ныне Одесская область — 27 февраля 1944 года, убит на Ленинградском фронте) — советский военный деятель, полковник (1942 год).

## Начальная биография
Сергей Николаевич Селиванов родился в сентябре 1905 года в Измаиле ныне Одесской области.

## Военная служба

### Довоенное время
В сентябре 1925 года был призван в ряды РККА и направлен на учёбу во 2-ю Ленинградскую артиллерийскую школу, после окончания которой в сентябре 1928 года был направлен в 104-й артиллерийский полк (Ленинградский военный округ), где служил на должностях командира огневого взвода, учебного взвода, помощника командира и командира батареи, помощника начальника штаба полка, командира дивизиона, помощник начальника штаба полка. В октябре 1937 года Селиванов был назначен на должность помощника начальника штаба 85-го тяжёлого артиллерийского полка, однако в августе 1938 года был уволен из рядов армии по ст. 43, п. «а».
В апреле 1939 года был восстановлен в рядах РККА и назначен на должность преподавателя стрельбы артиллерийских курсов усовершенствования командного состава, в августе 1940 года — на должность начальника штаба артиллерии 104-й стрелковой дивизии, а в марте 1941 года — на должность начальника штаба артиллерии 10-го механизированного корпуса.

### Великая Отечественная война
С началом войны Селиванов находился на прежней должности. В июле был включён в состав 23-й армии (Лужская оперативная группа, Северный фронт) и принимал участие в боевых действиях в районе Луги, а в конце месяца был преобразован в управление правого боевого участка этой же группы.
В августе 1941 года Селиванов был назначен на должность начальника штаба артиллерии 42-й армии (Ленинградский фронт), которая вела тяжёлые оборонительные боевые действия в районе Пулково.
В октябре 1943 года был назначен на должность начальника штаба Ленинградского контрбатарейного артиллерийского корпуса, который в январе 1944 года принимал участие в боевых действиях в ходе Ленинградско-Новгородской наступательной операции, во время которой со 2 по 30 января 1944 года Селиванов временно исполнял должность командира этого же корпуса, который 31 января был преобразован в 3-й Ленинградский артиллерийский корпус.
5 февраля 1944 года полковник Сергей Николаевич Селиванов был зачислен в распоряжение Военного совета Ленинградского фронта, а 27 февраля убит.

## Награды
- Орден Отечественной войны 1 степени;
- Орден Красной Звезды;
- Медали.